# Spelaeoconcha paganettii
Spelaeoconcha paganettii е вид охлюв от семейство Vertiginidae. Видът не е застрашен от изчезване.

## Разпространение
Разпространен е в Босна и Херцеговина и Хърватия.

## Описание
Популацията на вида е стабилна.